# Gradle
Gradle — система автоматической сборки, построенная на принципах Apache Ant и Apache Maven, но предоставляющая DSL на языках Groovy и Kotlin вместо традиционной XML-образной формы представления конфигурации проекта.
В отличие от Apache Maven, основанного на концепции жизненного цикла проекта, и Apache Ant, в котором порядок выполнения задач (targets) определяется отношениями зависимости (depends-on), Gradle использует направленный ациклический граф для определения порядка выполнения задач.
Gradle был разработан для расширяемых многопроектных сборок, и поддерживает каскадную (waterfall) модель разработки, определяя, какие компоненты дерева сборки не изменились и какие задачи, зависимые от этих частей, не требуют перезапуска.
Основные плагины предназначены для разработки и развертывания Java, Groovy и Scala приложений, но есть плагины для других языков программирования: C++, Swift, Kotlin а также Spring-проект с помощью Spring Boot.
Имеет свой собственный Gradle Daemon  - фоновый процесс для ускорения сборки проекта.

## Пример проекта для Java

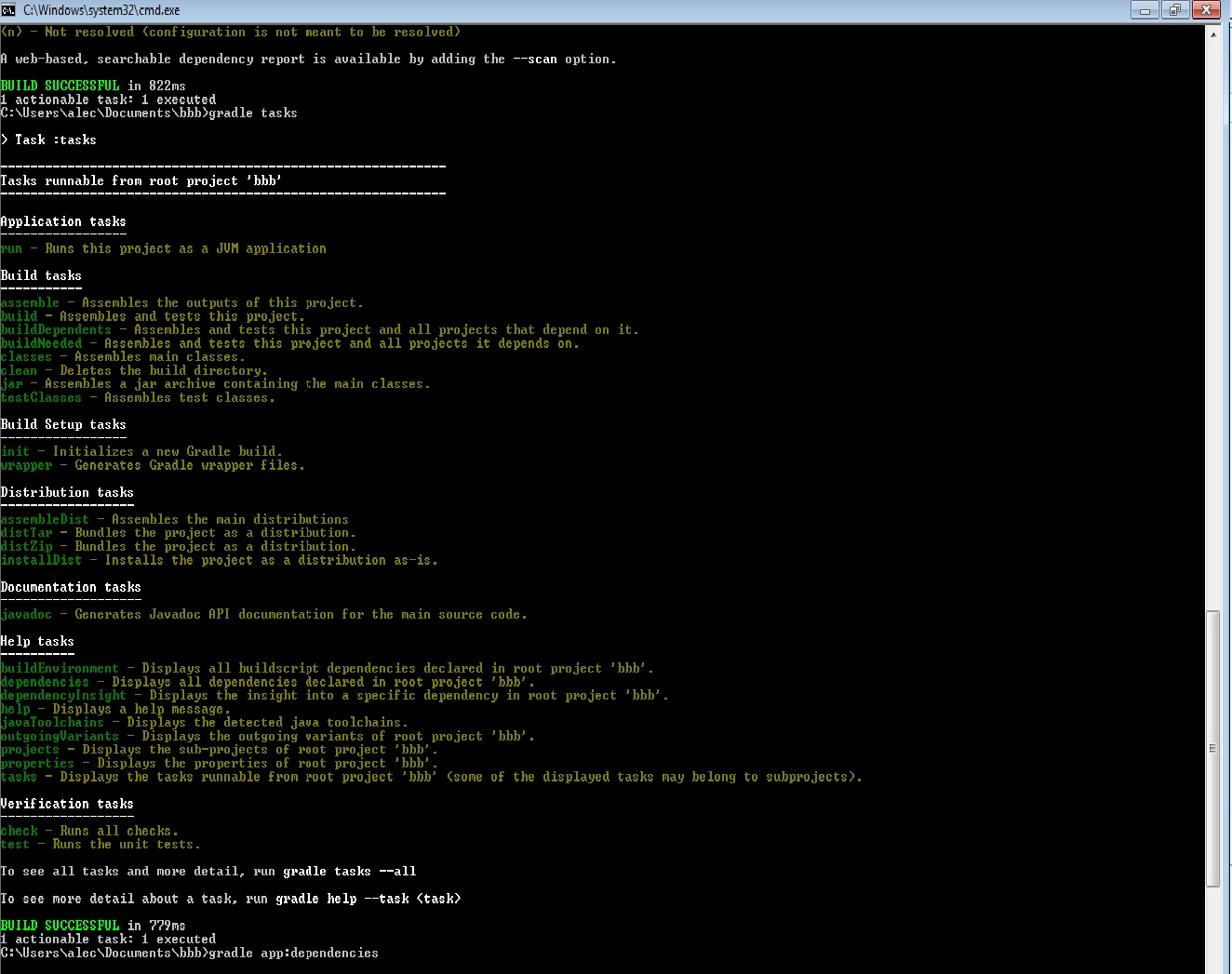

Рассмотрим пример проекта, в котором используется стандартная структура каталогов Maven для исходных кодов и ресурсов.  
Такая структура включает в себя следующие каталоги: 
- src/main/java,
- src/main/resources,
- src/test/java,
- src/test/resources.

1. Создаем эти файлы java-проекта через запуск команды в каталоге проекта: gradle init
2. Выбираем "Тип проекта" : application  - вводим 2
3. Выбираем "Язык проекта" : java - вводим 3
4. Совместный проект или разделенный - вводим 1
5. Выбираем "Язык DSL" : groovy - вводим 1
6. Выбираем "тестовый фреймворк проекта" : JUnit 4 - вводим 1
7. Вводим название проекта и пакета(на пример: mainProject).

Всё! Проект создан и теперь его можно открыть в любой IDE и работать непосредственно со сформированными каталогами и файлами.
Найдём сборочный файл Gradle нашего проекта по пути /app/build.gradle:
```
plugins
 
{

    
// Apply the application plugin to add support for building a CLI application in Java.

    
id
 
'application'

}

repositories
 
{

    
// Use Maven Central for resolving dependencies.

    
mavenCentral
()

}

dependencies
 
{

    
// Use JUnit test framework.

    
testImplementation
 
'junit:junit:4.13.1'

    
// This dependency is used by the application.

    
implementation
 
'com.google.guava:guava:30.0-jre'

}

application
 
{

    
// Define the main class for the application.

    
mainClass
 
=
 
'mainProject.App'

}

```

Соберем проект через команду gradle build:
```
> gradle build
:compileJava
:processResources
:classes
:jar
:assemble
:compileTestJava
:processTestResources
:testClasses
:test
:check
:build

BUILD SUCCESSFUL

```

Готовый jar-файл будет лежать в /app/build/libs: app.jar
Очистим собранные файлы командой: gradle clean

Чтобы выполнить этот jar-файл из командной строки, добавим в файл build.gradle эти строки (версию java и наш Main-class):
```
java
 
{

	
sourceCompatibility
 
=
 
JavaVersion
.
VERSION_1_8

	
targetCompatibility
 
=
 
JavaVersion
.
VERSION_1_8

}

jar
 
{

  
manifest
 
{

    
attributes
(

      
'Main-Class'
:
 
'mainProject.App'

    
)

  
}

}

```

Снова собираем проект командой gradle build -> переходим в каталог /app/build/libs  и набираем: java -cp . -jar app.jar
Мы должны увидеть приветствие "Hello, World!".

## Жизненный цикл задач в Gradle
Посмотреть все задачи можно через команду: gradle tasks
Посмотреть все зависимости дочернего проекта app можно через команду: gradle app:dependencies
Java плагин эмулирует жизненные циклы Maven, в виде задач в направленном ациклическом графе зависимостей для входов и выходов каждой задачи. В этом примере выполнение задачи build зависит от результата выполнения задач check и assemble. Также задача check зависит от test, а assemble от jar.
Gradle также позволяет использовать для проектов структуру каталогов, отличающуюся от конвенции Maven. В следующем примере будет рассмотрен проект, в котором исходный код находится в каталоге src/java, а не в src/main/java.
build.gradle
```
apply
 
plugin:
 
'java'

sourceSets
 
{

    
main
 
{

        
java
 
{

            
srcDirs
 
=
 
[
'src/java'
]

        
}

    
}

}

```

## Мультипроектная сборка
Для приложений, состоящих из модулей, удобно использовать мультипроектный подход Gradle: 
1. Каждый модуль расположен в своей отдельной директории.
2. Каждый модуль может включать дочерние, которые будут расположены во вложенных директориях.
3. Описание мультипроектной структуры выполняется в settings.gradle в корневой директории проекта.
4. В корневой директории проекта есть build.gradle, который может настраивать себя и дочерние модули.
5. Каждый дочерний модуль может иметь такие же два файла для настройки себя и своих дочерних модулей.
6. Такой подход позволяет удобно запускать задачи для конкретных модулей или всего проекта в целом.

## Основные задачи
- Выполнение задач на этапе сборки (тестирование, отчеты, логирование и т.д / походы в (сеть | сервисы), в общем, все, что умеет любое приложение)
- Сборка зависимых библиотек проекта для билда, распределение степени доступа (как модификаторы доступа в языках программирования) внутри исполняющегося кода 

## Основная структура build.gradle файла
```
app
/
build
.
gradle
.
kts

// Блок, отвечающий за подключение плагинов

plugins
 
{

    
id
(
"org.jetbrains.kotlin.jvm"
)
 
version
 
"1.4.31"
  

    
application
 

}

// Основные репозитории, из которых скачиваются плагины 

repositories
 
{

    
mavenCentral
()
 

}

// Зависимости для вашего проекта 

dependencies
 
{

    
implementation
(
platform
(
"org.jetbrains.kotlin:kotlin-bom"
))
 
// пример подключения плагина в ваш проект

    
implementation
(
"org.jetbrains.kotlin:kotlin-stdlib-jdk8"
)
 

    
implementation
(
"com.google.guava:guava:30.1-jre"
)
 

    
testImplementation
(
"org.jetbrains.kotlin:kotlin-test"
)
 

    
testImplementation
(
"org.jetbrains.kotlin:kotlin-test-junit"
)
 

}

// Основной класс для запуска программы 

application
 
{

    
mainClass
.
set
(
"demo.AppKt"
)
 

}

```